# Мала хидроелектрана Сићево
Мала хидроелектрана „Сићево“ налази се на левој обали реке Нишави, у атару села Сићево у средишњем делу Сићевачке клисуре, дуга 17 km, на магистралном железничком и путном правцу који спаја Европу и Малу Азију, Медитеран и Црно море. У раду је од 1931. године, и до данас непрекидно ради без озбиљнијих ремонт од почетка производње. Тако дуг радни век доживеле је захваљујући радницима који су је редовно одржавали.

## Положај
Хидроелектрана се налази на самом крају уског и стрмог кланца Сићевачке клисуре, на јужнонишавском раседу (у непосредној близини Јелашничког и Кутинског раседа) којим је формиран јужни обод нишког терцијарног басена, који је јасно изражен и на северним странама Кованлука изнад Нишке Бање. Он се укршта са заплањским и студенским раседом, дуж којих је вршено спуштање терена и формирање неогених басена. Геолошко-морфолошка разноврсност је једна од основних карактеристика овог подручја у коме преовлађујућу масу стена чине мезозојски кречњаци
Географски положај
- Северна географска ширина: 40° 35′ 28"
- Источна географска дужина: 22° 01′ 05"
- Надморска висина: 260 m

Микролокација
Микролаокација хидроелектране је у подножју села Сићева, на путу за манастир Свете Богородице у Сићеву, 16 км источно од Ниша на магистралном правцу Ниш—Софија—Истанбул, око шест километара низводно од Хидроелектране „Света Петка“, и око 2,5 км од велика покретна брана и акумулације ХЕ „Сићево“, која је снабдева водом.

## Историја
Основу за изградњу електране представљала је концесија на рачун ратне репарације, коју је град Ниш добио за потребе изградње ове хидроелектране. Припремни радови на изградњи хидроелектране „Сићево“ започети су маја 1921. године након ангажовањем инжењера Деклера из Беча, са задатком да сними терен и прикупи потребне податке на основу којих је фирма „Siemens-Schuckert“ са којом је склопљен уговор требало да сачини одговарајуће пројекте.
Изградња грађевинског дела хидроелектране, након спроведене лицитације, поверена је предузимачу Милану Миљковићу из Зајечара. Након свих претходних процедура радови на изградњи су започели 8. октобра 1928. године, са планираним роком завршетка у лето 1929. године.
Међутим задати рок се није могао остварити. Због јаког невремена и поплаве, која је однела већи део грађевинског материјала и оштетила већи део већ изведених радова у 1929. и 1930 години, изградња је заршена 1931. године са две године закашњењења, од планираног почетка градње и девет година од набавке пројектне документације и опреме за њен рад.

## Грађевинско-техничке карактеристике централе
| Тип бране                 | Бетонска |
| Висина                    | 4 метра |
| Инсталисана снага         | 1,35 MW |
| Турбине                   | Три Francis турбине, произвођача „Ј. M. Voith Heidenheim“ (1931 и 1938) |
| Генератори                | Два генератора трофазне наизменичне струје, произвођача „Siemens-Schuckert Werke Wien“ (1931) - снага: по 352 kW Један генератор трофазне наизменичне струје, произвођача „Brоwn, Boveri & Co.“ Mannheim (1938) - снага: 644 kW |
| Инсталисани проток        | 20 метара кубних по секунди |
| Могућа годишња производња | 3,70 GWh |

## Статус културног добра
Влада Републике Србије прогласила је малу хидроелектрану "Сићево" код Ниша, као и хидроелектрану "Вучје" код Лесковца, за споменике културе. Ово практично значи да је држава дужна да брине о њима и да је забрањено да на било који начин оштете или униште. Статус културног добра омогућиће туристичку промоцију хидроелектране. Поред тога биће занимљива за студенте и средњошколце, да виде како се у прошлом веку производила струја.